# 新宿ナイアガラの滝
新宿ナイアガラの滝（しんじゅくナイアガラのたき）は、東京都新宿区西新宿の新宿中央公園にある噴水。落差5m・幅38mで、1982年（昭和57年）に完成した。

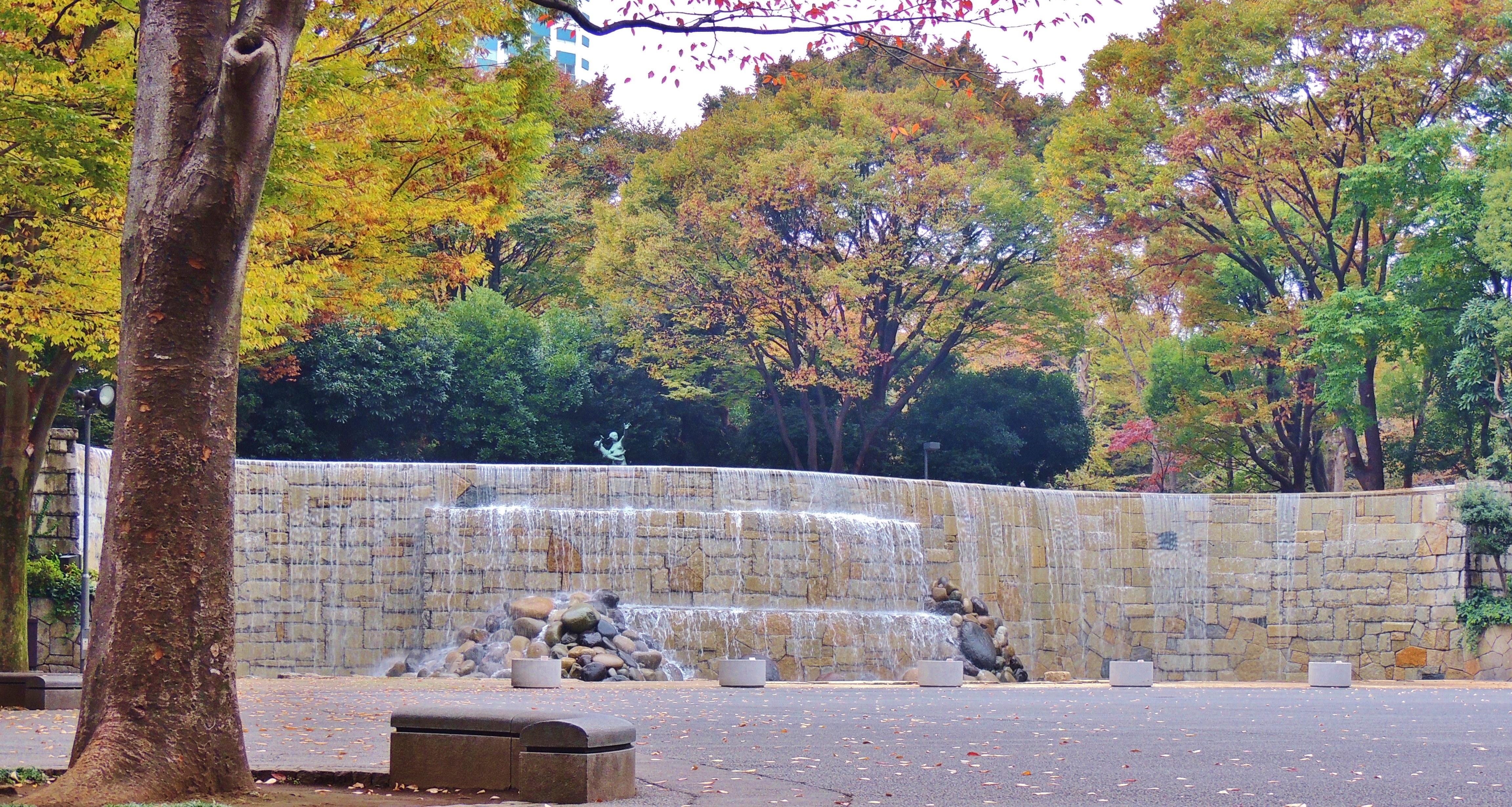
2014年撮影